# Neuroinformatica
La neuroinformatica è un campo di ricerca concernente l'organizzazione dei dati delle ricerche nel campo delle neuroscienze tramite l'applicazione di modelli computazionali e strumenti analitici. Quest'area di ricerca è importante per l'integrazione e l'analisi di volumi di dati sempre più grandi. I neuroinformatici forniscono gli strumenti di calcolo, i modelli matematici e creano banche dati interoperabili per i medici e ricercatori. Il campo di ricerca delle neuroscienze è un campo eterogeneo, composto da molte e diverse sotto-discipline (ad esempio, psicologia cognitiva, neuroscienze comportamentali, genetica del comportamento, ecc.). Al fine di approfondire la nostra comprensione del cervello, è necessario che queste sotto-discipline siano in grado di condividere dati e risultati delle ricerche in modo significativo.

## Descrizione
La neuroinformatica si trova all'incrocio tra le neuroscienze e la scienza dell'informazione. Altri campi, come la genomica, hanno dimostrato l'efficacia dei database liberamente distribuiti e l'applicazione di modelli teorici e computazionali per la soluzione di problemi complessi. In neuroinformatica, queste strutture permettono ai ricercatori di confermare più facilmente le loro teorie di lavoro tramite la modellazione computazionale. Inoltre, la neuroinformatica promuove la ricerca collaborativa, un fatto importante che facilita l'interesse del campo nello studio della complessità multi-livello del cervello.
Ci sono tre principali direzioni in cui la neuroinformatica può essere applicata:
1. Lo sviluppo di strumenti e database per la gestione e la condivisione dei dati neuroscientifici a tutti i livelli di analisi;
2. Lo sviluppo di strumenti per l'analisi e la modellazione dei dati neuroscientifici;
3. Lo sviluppo di modelli computazionali del sistema nervoso e dei processi neurali.

Negli ultimi anni, dato che sono state raccolte da molti gruppi di ricerca grandi quantità di dati diversi sul cervello, è stato sollevato il problema di come integrare i dati provenienti da migliaia di pubblicazioni al fine di consentire ulteriori efficienti ricerche. I dati biologici e neuroscientifici sono altamente interconnessi e complessi, e di per sé rappresentano una grande sfida per gli scienziati.
La combinazione dell'informatica con la ricerca sul cervello offre vantaggi per entrambi i campi della scienza. Da un lato, l'informatica facilita l'elaborazione e la gestione dei dati delle ricerche neuroscientifiche, fornendo nuove tecnologie elettroniche ed il software necessario per la gestione dei database, dei modelli e della comunicazione nella ricerca sul cervello. Dall'altro, le nuove scoperte nel campo delle neuroscienze invocheranno lo sviluppo di nuove tecnologie dell'informazione (IT).

## Storia
A partire dal 1989, il National Institute of Mental Health (NIMH), il National Institute on Drug Abuse (NIDA) e la National Science Foundation (NSF) hanno fornito all'Institute of Medicine della National Academy of Sciences i fondi necessari per effettuare una attenta analisi e uno studio sulla necessità di creare banche dati, condividere dati neuroscientifici ed esaminare come il settore delle tecnologie dell'informazione potrebbe creare gli strumenti necessari per il crescente volume dei dati neuroscientifici. I rapporti furono pubblicati nel 1991 (Mapping The Brain And Its Functions. Integrating Enabling Technologies Into Neuroscience Research, National Academy Press, Washington, DC ed. Pechura, CM, e Martin, JB). Questo rapporto positivo abilitò il NIMH, ora diretto da Allan Leshner, a creare il progetto Human Brain (Human Brain Project, HBP), con le prime sovvenzioni concesse nel 1993. Il progetto Human Brain fu condotto da Stephen Koslow con la cooperazione di altri istituti NIH, la NSF, la National Aeronautics and Space Administration e il Department of Energy. Dal 1993 al 2004 questo programma ha ricevuto oltre 100 milioni di dollari in sovvenzioni.
Successivamente, Koslow perseguì la globalizzazione dell'HPG e della neuroinformatica attraverso l'Unione Europea e l'Organizzazione per la cooperazione e lo sviluppo economico (OCSE).
Due particolari opportunità per la globalizzazione della Neuroinformatica avvennero nel 1996.
- La prima avvenne grazie all'esistenza della Commissione UE/USA sulla Ricerca Biotecnologica coordinata da Mary Clutter dell'NSF. Durante il mandato della commissione, della quale Koslow era un membro, venne creato il comitato europeo e statunitense sulla Neuroinformatica coordinato sempre da Koslow. Questo comitato risultò nel supporto iniziale della Commissione Europea per la Neuroinformatica nel Framework che ha continuato a sostenere attività di insegnamento e ricerca nella Neuroinformatica.
- La seconda opportunità avvenne quando fu chiesto ai governi partecipanti al Mega Science Forum (MSF) dell'OCSE se avessero delle iniziative scientifiche da portare avanti per la cooperazione scientifica nel mondo. L'Ufficio della Casa Bianca sulle Politiche Scientifiche e Tecnologiche chiese che le agenzie nel governo federale si fossero incontrate al NIH per decidere se fosse necessaria una cooperazione che potesse essere di beneficio al globo. Il NIH tenne una serie di incontri nel quale furono discusse proposte di diverse agenzie. La proposta raccomandata dagli Stati Uniti per il MSF fu una combinazione delle proposte del NIH e del NSF. Jim Edwards del NSD sostenne database e condivisione di informazioni nell'area delle biodiversità; Koslow propose l'HPG come un modello per condividere informazioni neuroscientifiche con il nuovo soprannome di Neuroinformatica.

Le due vicine iniziative furono combinate per formare la proposta americana su l'"Informatica Biologica". Questa iniziativa fu supportata dall'Ufficio della Casa Bianca sulle Politiche Scientifiche e Tecnologiche e presentata al MSF da Edwards e Koslow. Un comitato MSF sull'Informatica Biologica fu creato insieme a due sottocomitati: Biodiversità, con a capo James Edwards, e Neuroinformatica, con a capo Stephen Koslow. Dopo due anni, il sottocomitato sulla Neuroinformatica del Gruppo di Lavoro sulla Biologia pubblicò un documento che sosteneva uno sforzo globale in questo campo.
Koslow lavorò con il NIH e l'Ufficio della Casa Bianca per stabilire a nuovo gruppo di lavoro per sviluppare dei consigli specifici per supportare quelli più generali del primo report. Il Forum Globale sulle Scienze (Global Science Forum, GSF, rinominato da MSF) dell'OCSE raccomandò quest'ultimo documento.

### The International Neuroinformatics Coordinating Facility
Il comitato presentò 3 documenti ai governi membri del GSF. Questi documenti contenevano i seguenti consigli e linee guida:
1. Programmi Neuroinformatici nazionali sarebbero dovuti essere avviati o continuati in tutte le nazioni. Inoltre, avrebbe dovuto essere formato un organo per fornire risorse per la ricerca sia a livello nazionale che internazionale.
2. Sarebbe dovuta essere creata una Struttura Internazionale di Coordinazione sulla Neuroinformatica, l'International Neuroinformatics Coordinating Facility (INCF). L'INCF avrebbe coordinato l'implementazione di una rete globale neuroinformatica attraverso l'integrazione dei singoli organi nazionali.
3. Un nuovo schema di finanziamento internazionale avrebbe dovuto essere stabilito. Questo schema avrebbe eliminato barriere nazionali e burocratiche e avrebbe fornito un migliore avvicinamento alla ricerca collaborativa globale e alla condivisioni di dati. In questo nuovo schema, ogni nazione avrebbe dovuto finanziare i propri ricercatori partecipanti.

Il comitato GSF quindi sviluppò un piano economico per l'operazione, il supporto e la creazione dell'INCF che fu approvato dal direttore del GSF nell'incontro del 2004. Nel 2006, l'INCF fu creato ed i suoi uffici centrali furono posti nell'Istituto Karolinska, Stoccolma, Svezia, sotto la direzione di Sten Grillner. Sedici nazioni (Australia, Canada, Cina, Repubblica Ceca, Danimarca, Finlandia, Francia, Germania, India, Italia, Giappone, Paesi Bassi, Norvegia, Svezia, Svizzera, Regno Unito e Stati Uniti) e la Commissione Europea posero le basi legali per la creazione dell'INCF ed il Programma Internazionale di Neuroinformatica (PIN). Ad oggi, 14 paesi sono membri dell'INCF. Molte altre nazioni stanno lentamente entrando nell'accordo.
L'obiettivo dell'INCF è di coordinare e promorre attività internazionali in Neuroinformatica. L'INCF contribuisce allo sviluppo ed al mantenimento del datavase e dell'infrastruttura computazionale e supporta il meccanismo per le richieste di ricerca neuroscientifiche. Il sistema dovrebbe fornire libero accesso a tutte le informazioni sulla mente umana alla comunità internazionale di ricerca. Il compito più generale dell'INCF è di fornire le condizioni per sviluppare applicazioni convenienti e flessibili per laboratori neuroscientifici per aumentare la nostra conoscenza circa il cervello umano.

### Society for Neuroscience Brain Information Group
Con la fondazione di tutte queste attività, Huda Akill, il presidente della Society for Neuroscience (SfN) creò il Brain Information Group (BIG) per capire e definire l'importanza della Neuroinformatica per la Neuroscienza ed in particolare per la SfN. Subito dopo la positiva valutazione dal BIG, la SfN fondò un comitato neuroinformatico.
Nel 2004, la SfN annunciò la creazione del NDG, il Neuroscience Database Gateway (NDG), una risorsa universale per i neuroscienziati attraverso il quale essi avrebbero potuto raggiungere qualsiasi database o strumento pubblicato internazionalmente. Il NDG fu fondato attraverso i fondi dal NIDA, NINDS e NIMH. Esso è ora nominato Neuroscience Information Framework ed è diventato un portale dinamico che dà accesso alle risorse del NDG includendo degli strumenti adatti al lavoro di ricerca come la ricerca di database multipli ed un portale dedicato alla letteratura scientifica sulle neuroscienze.

## Collegamenti con altre discipline
La Neuroinformatica si forma quando le seguenti discipline si incontrano:
- Neuroscienza
- Biologia
- Medicina
- Ingegneria
- Informatica
- Psicologia Sperimentale
- Fisica
- Matematica
- Chimica

La Biologia si occupa delle informazioni a livello molecolare (Dai geni alle espressione cellulari specifiche); la Medicina e l'Anatomia della struttura delle sinapsi e dei sistemi organici; l'Ingegneria di elettrofisiologia e neuroimaging; l'Informatica, la Fisica e la Matematica di modelli matematici e di progettazione software; la Chimica di neurotrasmettitori e così via.
La Neuroscienza usa tutti i sopracitati studi teorici e sperimentali per studiare il cervello attraverso i suoi vari livelli. Biologi e medici aiutano ad identificare i tipi di cellule, le loro connessioni anatomiche ed i loro elementi. Le funzioni di complesse strutture e molecole organiche, inclusi una miriade di meccanismi biochimici, molecolari e genetici che regolano e controllano il funzionamento del cervello, sono determinate da chimici e biologi cellulari. La mappatura del cervello fornita da tecniche di neuroimaging determina le informazioni funzionali e strutturali interne al sistema nervoso durante attività mentali. Biofisici e psicologi studiano i processi fisici interni al network neurale.
I dati da questi campi di ricerca vengono analizzati e catalogati in database e modelli neurali per integrare i diversi elementi in sistemi più complessi. Questo è appunto il momento dove la Neuroinformatica incontra altre discipline.
Le Neuroscienze forniscono i seguenti tipi di informazione sui quali essa questa disciplina opera:
- Informazioni molecolari e cellulari (canale ionico, potenziale d'azione, genetica, citologia dei neuroni, vie proteiche);
- Dati da organi e apparati (Corteccia Visiva, percezione, ascolto, sistema sensorio, dolore, gusto, sistema motorio, midollo spinale);
- Informazioni Cognitive (linguaggio, emozione, apprendimento motorio, tendenze sessuali, decision making, neuroscienze sociali);
- Informazioni dello sviluppo (differenziazione neurale, sopravvivenza cellulare, formazione delle sinapsi, differenziazione motoria, fattori di crescita, danni e rigenerazioni, crescita assonale);
- Informazioni su malattie ed invecchiamento (sistema nervoso autonomo, depressione, ansia, morbo di Parkinson, perdita di memoria, dipendenza);
- Ingegneria delle informazioni neurali e neuroscienze computazionali (interfaccia cervello-computer, modelli computazionali di vari sistemi neurali).

## Scoperte scientifiche rilevanti
Diverse strutture neurali di animali sono state mappate o almeno in parte simulate.

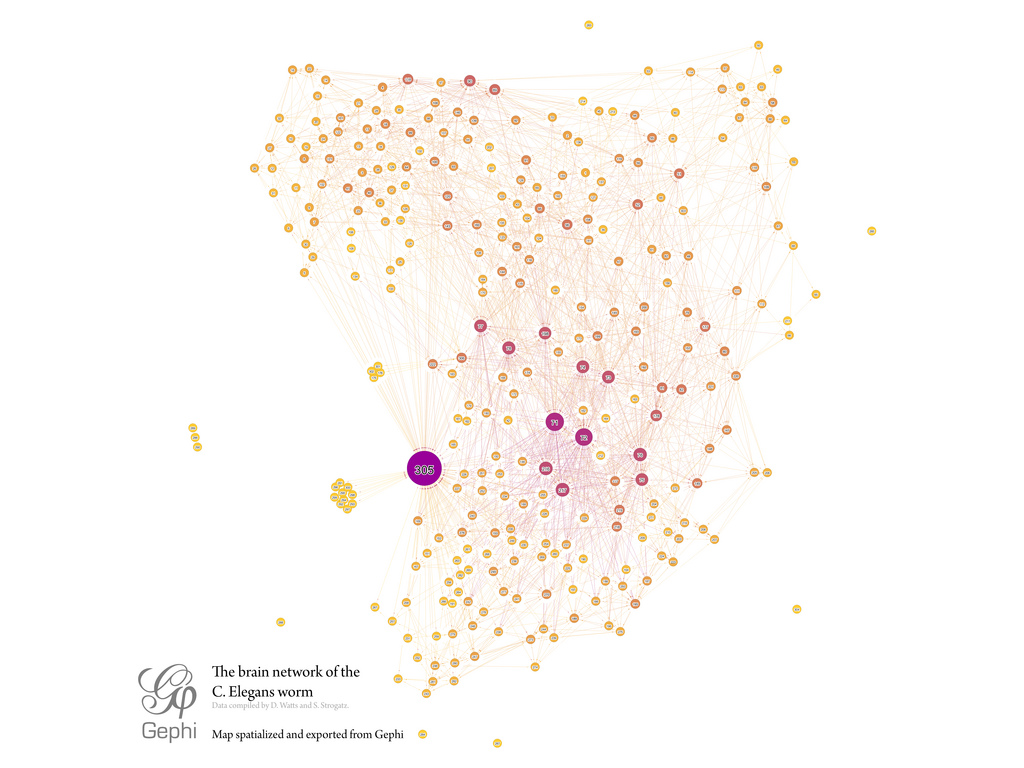
Mappa cerebrale di un verme cilindrico, il C. elegans. Presenti 302 neuroni interconnessi da più di 5000 sinapsi.

La connettività del circuito neurale per la sensibilità del tatto del semplice Nematode C. elegans fu mappata nel 1985 e parzialmente simulata nel 1993.
Diversi programmi di simulazione di modelli di sistemi neurali e muscolari completi, ed in parte dell'ecosistema fisico del verme, sono stati presentati dal 2004, ed in alcuni casi sono stati pubblicati in modo da poter essere liberamente scaricati. Comunque, vi è ancora una mancanza di conoscenza di come i neuroni e le loro connessioni possano generare il sorprendente range di comportamenti che si osservano in questo relativamente semplice organismo.

### Simulazione del sistema nervoso del moscerino della frutta
Il cervello appartenente al moscerino della frutta, Drosophila, è stato studiato altrettanto attentamente e ne è stato simulato un modello semplificato.

### SImulazione e mappatura del cervello del topo
Tra il 1995 ed il 2005, Henry Markram mappò i tipi di neuroni e le loro connessioni in un documento puntò a simulare la colonna neocoricale, che era considerata la più piccola unità funzionante della neocorteccia, la parte del cervello che si pensa sia responsabile delle funzioni più astratte come il pensiero cosciente e che contiene 10,000 neuroni (108sinapsi). Nel novembre del 2007, il progetto riportò la fine della prima fase mettendo a disposizione uno strument basato sui dati per creare, controllare e ricercare la colonna neocorticale.
Una Rete neurale artificiale descritta come "grande e complessa quanto la metà di un cervello di un topo" fu fatto partire su un supercomputer IBM chiamato Blue Gene da un team di ricerca dell'Università del Nevada nel 2007. Ci vollero dieci secondi per simulare computericamente un secondo della rete neurale. I ricercatori dissero che avevono visto impulsi nervosi "biologicamente consistenti" attraversare la corteccia virtuale. Comunque, la simulazione non possedeva le strutture viste nel cervelli reali dei topi, quindi l'obiettivo dei ricercatori rimase quello di migliorare l'accuratezza del modello neurale.

## Gruppi e programmi di ricerca

### Neuroscience Information Framework
Il Neuroscience Information Framework, anche detto NIF, è una iniziativa del NIH Blueprint for Neuroscience Research, che fu fondato nel 2004 dal NIH, il National Institutes of Health. A differenza di motori di ricerca generici, il NIF fornisce un accesso molto più profondo in un concentrato gruppo di risorse che sono rilevanti per le neuroscienze ed il quale accesso ai contenuti è solitamente nascosto ai motori i ricerca del web. Il NIF è un inventorio dinamico di database neuroscientifici integrati con un unico sistema di terminologia biomedica, il Neurolex. Esso supporta ricerche basate su concetti combinate con più scale e livelli di funzioni e strutture biologiche, rendendo più facile la ricerca e la comprensione dei risultati. Il NIF fornirà anche un registro attraverso il quale i ricercatori potranno rivelare e segnalare la presenza di risorse rilevanti. Essendo un motore di ricerca, non è inteso come un contenitore di progetti di ricerca ed è quindi solo pensato per trovare documenti e risorse disponibili sul web.

### Progetto Genes to Cognition
Un programma di ricerca neuroscientifica che studia i geni, il cervello ed il comportamento integrandoli. È coinvolto in un'investigazione di larga scala sulle funzioni delle molecole trovate nelle sinapsi. Esso è specialmente focalizzato sulle proteine che interagiscono con il recettore NMDA, un recettore del glutammato necessario per processi di plasticità sinaptica come un potenziamento a lungo termine (LTP, long-term potentiation). Molte delle tecniche utilizzate sono ad alto rendimento in natura e, integrando le varie informazioni, l'esperimento ha sollevato numerose domande legate all'informatica. Il programma lavora principalmente grazie al Professor Seth Grant al Wellcome Trust Sanger Institute, ma esistono molti altri gruppi di collaboratori in tutto il mondo.

### Neurogenetica: GeneNetwork
Genenetwork fu incominciato come un componente del Progetto NIH Human Brain nel 1999 per concentrarasi sull'analisi genetica delle funzioni e della struttura del cervello umano. Questo programma internazionale consiste in un set di informazioni strettamente legate sul genoma dell'uomo, del ratto e del topo che sono specificatamente progettati per sistemi a larga scala e studi su reti collegati a variazioni sui geni, differenze nell'mRNA, espressione proteica e differenze nella struttura e nel comportamento del sistema nervoso centrale. La maggior parte dei dati sono accessibili al pubblico. GeneNetwork possiede un sito, The Mouse Brain Library, che contiene immagini ad alta risoluzione di migliaia di razze di roditori definite dal punto di vista genetico.

### Il Progetto Blue Brain
Il progetto Blue Brain fu fondato nel maggio del 2005 ed usa un supercomputer da 8000 processori sviluppato dalla IBM e chiamato Blue Gene. Allora, era il supercomputer più veloce del mondo.
Il progetto involve:
- Database: ricostruzioni 3D di modelli di neuroni, sinapsi, vie sinaptiche, microcircuiti statistici, modelli computerizzati di neuroni e neuroni virtuali.
- Visualizzazione: visualizzatore di risultati di simulazioni e creatore di microcircuiti. Sono in corso di sviluppo dei sistemi di visualizzazione 2D, 3D ed immersivi.
- Simulazione: un ecosistema simulato a larga scala di neuroni morfologicamente complessi.
- Simulazioni ed esperimenti: interazioni tra simulazioni a larga scala di microcircuiti neocorticali ed esperimenti per verificare i modelli computazionali ed esplorare predizioni.

La missione del progetto Blue Brain è di capire le funzioni e le disfunzioni dei cervelli dei mammiferi attraverso dettagliate simulazioni. Il progetto inviterà i ricercatori a costruire i propri modelli di differenti regioni del cervello di differenti specie e a differenti livelli di dettaglio usando il software per la simulazione del supercomputer. Questi modelli saranno depositati in un database internet dal quale il software stesso potrà estrarre e connettere insieme differenti informazioni per costruire regioni neurali ed iniziare un'intera simulazione.

### Il portale pilota di Neuroinformatica
Il progetto è parte di un più grande sforzo di migliorare lo scambio di informazioni neuroscientifiche, strumenti e software di virtualizzazione. Il portale è supportato da molti membri dell'OECD Working Group on Neurinformatics. Il portale è promosso dal Ministro delle Scienze e dell'Educazione tedesco.

### Il Neuronal Time Series Analysis (NTSA)
NTSA Workbench è un gruppo di strumenti, tecniche e standard progettati per incontrare i bisogni dei neuroscienziati che lavorano con informazioni di serie temporali neurali. L'obiettivo di questo progetto è di sviluppare un sistema di informazioni che renderà più facile la conservazione, l'organizzazione, la ricerca, l'analisi e lo scambio di dati neurali simulati.

### Risorsa nazionale di neuroinformatica del Giappone
Il Visiome Platform è il servizio di ricerca neuroinformatica che fornisce accesso a modelli matematici, dati sperimentali, librerie di analisi e risorse collegate.
Un portale per la condivisione di dati neurofisiologici è anche disponibile a BrainLiner.jp come parte del MEXT Strategic Research Program for Brain Sciences (SRPBS).

### Il progetto CARMEN
Il progetto CARMEN è un progetto di ricerca multi-sito (11 università nel Regno Unito) mirato all'utilizzo del GRID computing per permettere a neuroscienziati sperimentali di collezionare i loro dataset in database strutturati, rendendoli facilmente accessibili per ulteriori ricerche e per sviluppatori di algoritmi e modelli.

## Gruppi di ricerca
- The Institute of Neuroinformatics (INI) fu fondato all'Università di Zurigo alla fine del 1995. La missione dell'INI è di scoprire i principi chiave per i quali il cervello lavora e di implementarli in sistemi artificiali che interagiscono intelligentemente con il mondo reale.
- The THOR Centoer for Neuroinformatics fu fondato nell'aprile del 1998 al Department of Mathematical Modelling, Università tecnica della Danimarca. A parte obiettivi di ricerca indipendenti, il centro THOR ospita un numero di progetti relativi al neuroimaging, reti neurali, elaborazioni di segnali multimediali e biomedici molto alto.
- Programma statale di Neuroinformatica dei Paesi Bassi.
- Shun-ichi Amari, Laboratory for Mathematical Neuroscience, RIKEN Brain Science Institute Wako, Saitama, Japan. Il target del laboratorio è di creare fondamenti di matematica per la costruzione di un nuovo tipo di scienza dell'informazione nelle computazioni neurali.
- Gary Egan, Neuroimaging & Neuroinformatics, Howard Florey Institute, University of Melbourne, Melbourne, Australia. Gli scienziati dell'instituto utilizzano tecniche di brainimaging come le risonanze magnetiche per rivelare l'organizzazione del network del cervello coinvolto nel pensiero umano.
- Andreas VM Herz Computational Neuroscience, ITB, Humboldt-University Berlin, Berlin Germany. Questo gruppo si focalizza sulla neurobiologia computazionale e, in particolare, sulle dinamiche e le capacità di elaborazione di segnali di sistemi neurali.
- Nicolas Le Novère, EBI Computational Neurobiology, EMBL-EBI Hinxton, United Kingdom. Il principale obiettivo del gruppo è di costruire modelli realistici di funzioni neurali a vari livelli, dalle sinapsi ai microcircuiti, basati sulla precisa conoscenza di interazioni e funzioni molecolari.
- Il Neuroinformatics Group in Bielefeld è stato attivo nel campo delle reti neurali artificiali dal 1989. I programmi di ricerca correnti si concentrano sul miglioramento di interfacce uomo-macchina, controllo della forza automatica, esperimenti sull'eye-tracking, visione meccanica, realtà virtuale e sistemi distribuiti.

## Libri correlati
- Computing the Brain: A Guide to Neuroinformatics di Michael A. Arbib and Jeffrey S. Grethe (2001),
- Electronic Collaboration in Science (Progress in Neuroinformatics Research Series) di Stephen H. Koslow and Michael F. Huerta (2000),
- Databasing the Brain: From Data to Knowledge (Neuroinformatics) di Steven H. Koslow and Shankar Subramaniam, (2005),
- Neuroinformatics: An Overview of the Human Brain Project (Progress in Neuroinformatics Research Series) di Stephen H. Koslow and Michael F. Huerta (1997),
- Neuroscience Databases: A Practical Guide di Rolf Kötter (2002),
- Brain Mapping: The Methods, Second Edition di Arthur W. Toga and John C. Mazziott (2002),
- Biomedical Informatics: Computer Applications in Health Care and Biomedicine (Health Informatics) di James J. Cimino and Edward H. Shortliffe. (2006),
- Computational Neuroanatomy: Principles and Methods edited di Giorgio Ascoli (2002),
- Observed Brain Dynamics di Partha P. Mitra and Hemant Bokil (2007),
- Principles of Computational Modelling in Neuroscience di David Steratt et al. (2011)

## Pubblicazioni e riviste nel campo
- Frontiers in Neuroinformatics: Pubblicazione che riceve rapporti da tutte le aree della Neuroinformatica.
- Neuroinformatics, su Springer. URL consultato il 4 febbraio 2022 (archiviato dall'url originale il 4 gennaio 2013). L'obiettivo di questo periodico è di incoraggiare, aiutare e disseminare l'utilizzo di strumenti software e database nella community delle neuroscienze.
- Journal of Computational Neuroscience.
- PLoS Computational Biology.
- Biological Cybernetics.
- Neural Computation.
- “Journal on Web Semantics”: Teoria ed applicazioni dell'intelligenza artificiale.
- “Journal of Integrative Neuroscience”: Pubblicazione neuroscientifiche.
- “Neural Information Processing”: Neuroscienze, Informatica, Neuroinformatica.
- “Interdisciplinary Description of Complex Systems”: Scienze generali.
- Neuron: Neuroscienze generali.
- Science: Scienze generali

## Tecnologie e sviluppo
Le principali tendenze in neuroinformatica sono:
1. L'applicazione dell'informatica per costruire database, strumenti e reti neuroscientifiche;
2. L'analisi e la modellazione di sistemi neurali.

Per organizzare ed operare con dati neurali, gli scienziati dev usare una terminologia standard ed atlanti che descrivono precisamente la struttura del cervello e le relazioni collegate ad esso.
BrainML è un sistema che fornisce uno standard metaformato XML per lo scambio di informazioni neuroscientifiche.
Il Grid Computing è un modello computazionale emergente che fornisce l'abilità di elaborare con alta produttività e velocità utilizzando le connessioni di varie reti di computer per modellare un'architettura virtuale computerizzata che è in grado di distribuire l'esecuzione dei processi su infrastrutture parallele.
Queste griglie permettono quindi di eseguire computazioni su dati in larga scala rompendoli in pezzi più piccoli per ottenere l'abilità di computazione di molti computer in uno solo. Questi sistemi sono molto importanti nelle neuroscienze a causa della natura temporanea delle risorse neuroscientifiche sul web, poiché è comune per questo tipo di dati avere dei problemi di mantenimento sui siti.
Il Biomedical Informatics Research Network (BIRN) è un ottimo esempio del sistema di Grid Computing per le neuroscienze. BIRN è una community virtuale di risorse condivise distribuite geograficamente che offre una vasta scelta di servizi per mandare avanti diagnosi e cure di malattie. BIRN aumenta quindi la comunicazione e la collaborazione tra discipline di ricerca come la Biomedicina e la medicina clinica.
GeneWays per sistemi riguardanti i circuiti e la morfologia cellulare.
GeneWays è un sistema automatico per estrarre, analizzare, visualizzare ed integrare dati di ricerca sulle vie molecolari. IL sistema si concentra sulle interazione tra le sostanze e le azioni delle molecole, fornendo una visualizzazione grafica delle informazioni collezionate. Permette inoltre a determinati ricercatori la possibilità di controllare e correggere le informazioni integrate.
Neocortical Microcircuit Database (NMDB), un ricco database di dati versatili sul cervello dalle cellule alle strutture più complesse. I ricercatori sono in grado non solo di aggiungere dati al database ma anche di acquisirne ed editarne gli altri.
SenseLab, una connessione di database e strumenti neurali multilivello. SenseLab contiene sei database collegati che supportano ricerche sperimentali e teoriche sulle proprietà delle membrane che regolano l'elaborazione delle informazioni nelle cellule nervose, usando le vie olfattive come modello. Immagini dettagliate della struttura e delle funzionalità del cervello sono fornite da un atlante anatomico ad alta risoluzione basato su tecnologie web. Un tipico esempio è BrainMaps.org.
BrainMaps.org è un atlante interattivo digitale ad alta risoluzione che usa un database ad alta velocità ed un microscopio virtuale che è basato su oltre 12 milioni di megapixel di immagini scannerizzate di diverse specie, inclusa quella umana.
Un altro approccio nell'area del brainmapping è l'atlante probabilistico ottenuto da reali dati provenienti da differenti gruppi di persone, formati da fattori specifici come l'età, il sesso, le malattie, ecc.
Fornisce strumenti più flessibili per la ricerca sul cervello e permette di ottenere risultati più precisi ed affidabili che non potrebbero essere ottenuti con l'aiuto dei tradizionali atlanti neurali.